# 나탈리야 안드레이첸코
나탈리야 안드레이첸코(러시아어: Ната́лья Андре́йченко, 1956년 5월 3일 ~ )는 러시아의 배우이다.

## 출연 작품

### 영화
- 시베리에이드 (1979)
- Wartime Romance (1984, Военно-полевой роман)
- 비열한 거리 (1994)
- 인터셉터 2 (1995)

### 텔레비전
- 닥터 퀸 (1997)
- 뉴욕경찰 24시 (2000)